# Piet Kleine
Piet Kleine, född 17 september 1951 i Hollandscheveld, är en nederländsk före detta skridskoåkare.
Kleine blev olympisk guldmedaljör på 10 000 meter vid vinterspelen 1976 i Innsbruck.